# Joëlle Kuntz
Pour les articles homonymes, voir Kuntz.
Joëlle Kuntz, née à Uznach, dans le canton de Saint-Gall, en Suisse, le 25 avril 1946, est une journaliste et écrivaine franco-suisse, chroniqueuse au quotidien suisse romand Le Temps et membre du Conseil de fondation de l'Institut de hautes études internationales et du développement à Genève. 

## Biographie

### Parcours
Licenciée en géographie  de l'Université de Genève en 1967, elle fait son stage de journaliste au Courrier de Genève. Elle devient ensuite correspondante de la Feuille d'Avis de Lausanne, l’ancien 24 heures, pour Genève et l’ONU. 
Elle participe en même temps, avec une douzaine d’amis politiques de la place, à la création d’un journal, Tout Va Bien, d’abord mensuel, puis hebdomadaire, qui se veut libre et indépendant. Le titre restera pendant plus de dix ans un rendez-vous de gauche en Suisse romande. 
Fin avril 1974, Joëlle Kuntz se rend à Lisbonne où vient d’éclater la «Révolution des Œillets ». Correspondante de la Radio suisse romande, de L’Impartial (Neuchâtel) de La Liberté (Fribourg) puis du Quotidien de Paris, elle reste dans ce pays pendant les deux ans et demi durant lesquels il se débarrasse de sa dictature, se sépare de ses colonies africaines et se rebâtit une identité européenne. 
Elle écrit Le Portugal, les fusils et les urnes, aux éditions Denoël en 1975. À l’automne 1976, elle entre à la rédaction du Quotidien de Paris, dans le service étranger, avec la responsabilité du domaine européen, puis, un an plus tard au Matin de Paris. Elle couvre les pays de la « Communauté » et leur antenne commune, Bruxelles.  
En 1982, elle rejoint  L’Hebdo, qui vient d’être créé à Lausanne, puis dès 1986, la Télévision suisse romande, dont elle dirige à partir de 1988 le service international. Elle se familiarise avec la représentation visuelle de l’information et avec tous les problèmes liés à la puissance de l’image. Elle quitte ce média en 1991 pour Le Nouveau Quotidien, fondé par le groupe suisse romand Edipresse et le journaliste Jacques Pilet. Elle y devient rédactrice en chef adjointe jusqu’à sa fusion, en 1998, avec le Journal de Genève dans un nouveau titre, Le Temps, dont elle dirigera les pages Opinions jusqu'à sa retraite en 2010. 
Elle écrit des chroniques politiques ou historiques, principalement dans Le Temps, ainsi que des ouvrages historiques.

### Vie privée
Joëlle Kuntz est mariée avec Dan Gallin, né à Lviv (alors en Pologne) en 1931, arrivé en Suisse en 1943 et décédé le 1er juin 2025 à Genève ; Dan Gallin a étudié la sociologie à l’Université de Genève, puis a été secrétaire général de l’Union internationale des travailleurs de l'alimentaire (UITA) de 1968 à 1997, organisation syndicale basée à Genève, enfin fondateur du Global Labour Institute en 1997, réseau syndical international basé aussi à Genève.

### Autres activités
Joëlle Kuntz a été consultante pour la création d'une série de vingt épisodes de télévision sur l'histoire suisse, « En direct de notre passé », en 2011 et 2012.

## Publications
- Portugal. Les fusils et les urnes, Éditions Denoël, 1975.
- L'agrandissement, divertimento, Éditions Campiche, 1993.
- Adieu à Terminus. Réflexion sur les frontières d'un monde globalisé, Hachette-Littérature, 2004.
- L'histoire suisse en un clin d'œil, préface de Jean-François Bergier, Éditions Zoé et Le Temps éditions, 2006.
- Genève, histoire d'une vocation internationale, Éditions Zoé, 2010
- La Suisse ou le génie de la dépendance, Éditions Zoé, 2013
- International Geneva: 100 Years of Architecture, Éditions Slatkine, 2017

## Distinctions
- 2010. Nomination au grade de Chevalier de l'ordre national du Mérite[8]